# Alberto Rio
Pour les articles homonymes, voir Rio.
Alberto Rio est un footballeur portugais né le 21 août 1894 et mort en 1978. Il évoluait au poste d'attaquant.

## Biographie

### En club
De 1908 à 1918, il est joueur du Benfica Lisbonne,.
Il remporte le Championnat de Lisbonne 1910, 1913 et 1914.
Lors de la saison 1918-1919, il évolue au sein du club rival le Sporting CP.
Ne restant qu'une saison au Sporting, il devient joueur du CF Belenenses en 1919. Il évolue pendant sept saisons au sein du troisième grand club lisboète et raccroche les crampons en 1926.

### En équipe nationale
International portugais, il reçoit deux sélections dans le cadre d'amicaux en équipe du Portugal pour un but marqué entre 1922 et 1923.
Le 17 décembre 1922, il joue contre l'Espagne (défaite 1-2 à Lisbonne). 
Le 16 décembre 1923, il joue à nouveau contre l'Espagne, il porte le brassard de capitaine à cette occasion (défaite 0-3 à Séville).

## Palmarès
Benfica
- Championnat de Lisbonne (3) :
  - Champion : 1910, 1913 et 1914.